# Fabián Manzano
Fabián Jorge Manzano Pérez (Los Andes, Chile, 13 de enero de 1994) es un futbolista profesional chileno que se desempeña como volante de contención y actualmente milita en Deportes Antofagasta de la Primera B de Chile.

## Trayectoria
Es formado en Universidad Católica, donde llega a ganar el Torneo Apertura Sub-19 en 2013.

### Universidad Católica
Debutó en el primer equipo de Universidad Católica el 14 de noviembre de 2012, bajo la dirección técnica de Martín Lasarte, en un partido válido por la Copa Chile 2012-13, el cual enfrentó a los cruzados contra Santiago Morning, ingresando a los 84 minutos de juego en reemplazo de Pedro González.
Convirtió su primer gol el 23 de julio de 2013 frente a Barnechea, en la victoria por 4-0 de su escuadra, en partido disputado en el Estadio San Carlos de Apoquindo. 
Su estreno en Primera División se produjo el 24 de agosto del mismo año, enfrentando a Palestino, en la victoria de Universidad Católica por 3-6 en condición de visita, encuentro en el cual ingresó en el 58' de partido en reemplazo de Fernando Meneses, con el número 27 en su espalda.
Con el equipo de la franja ha conquistado el Torneo Clausura 2016, la Supercopa de Chile 2016 y el Torneo Apertura 2016, coronándose así bicampeón del fútbol chileno.

### Palestino
El 5 de enero de 2018 fue confirmado a través de Redes Sociales  como nuevo refuerzo en préstamo de Palestino para la temporada 2018

## Estadísticas
Actualizado al último partido disputado el 7 de diciembre de 2021.
| Club | Div           | Temporada     | Liga  | Liga  | Copas nacionales(1) | Copas nacionales(1) | Torneos internacionales(2) | Torneos internacionales(2) | Total | Total |
| Club | Div           | Temporada     | Part. | Goles | Part.               | Goles               | Part.                      | Goles                      | Part. | Goles |
| --- | ------------- | ------------- | ----- | ----- | ------------------- | ------------------- | -------------------------- | -------------------------- | ----- | ----- |
| Universidad Católica · Chile | 1ª            | 2011          | —     | —     | —                   | —                   | 3                          | 1                          | 3     | 1     |
| Universidad Católica · Chile | 1ª            | 2012          | —     | —     | 1                   | 0                   | —                          | —                          | 1     | 0     |
| Universidad Católica · Chile | 1ª            | 2013          | —     | —     | 1                   | 0                   | —                          | —                          | 1     | 0     |
| Universidad Católica · Chile | 1ª            | 2013-14       | 10    | 0     | 7                   | 1                   | —                          | —                          | 17    | 1     |
| Universidad Católica · Chile | 1ª            | 2014-15       | 10    | 0     | 5                   | 0                   | —                          | —                          | 15    | 0     |
| Universidad Católica · Chile | 1ª            | 2015-16       | 7     | 0     | 3                   | 1                   | 2                          | 0                          | 12    | 1     |
| Universidad Católica · Chile | 1ª            | 2016-17       | 15    | 2     | 6                   | 0                   | 1                          | 0                          | 22    | 2     |
| Universidad Católica · Chile | 1ª            | 2017          | 2     | 0     | 1                   | 0                   | —                          | —                          | 3     | 0     |
| Universidad Católica · Chile | Total club    | Total club    | 44    | 2     | 23                  | 2                   | 7                          | 1                          | 74    | 5     |
| Palestino · Chile | 1ª            | 2018          | 5     | 0     | 0                   | 0                   | —                          | —                          | 5     | 0     |
| Palestino · Chile | Total club    | Total club    | 5     | 0     | 0                   | 0                   | 0                          | 0                          | 5     | 0     |
| Unión La Calera · Chile | 1ª            | 2019          | 2     | 0     | 0                   | 0                   | 0                          | 0                          | 2     | 0     |
| Unión La Calera · Chile | Total club    | Total club    | 2     | 0     | 0                   | 0                   | 0                          | 0                          | 2     | 0     |
| Racing · Uruguay | 2ª            | 2020          | 8     | 0     | 0                   | 0                   | —                          | —                          | 8     | 0     |
| Racing · Uruguay | Total club    | Total club    | 8     | 0     | 0                   | 0                   | 0                          | 0                          | 8     | 0     |
| Deportes Copiapó · Chile | 2ª            | 2021          | 25    | 0     | 1                   | 0                   | —                          | —                          | 26    | 0     |
| Deportes Copiapó · Chile | 1ª            | 2024          | 16    | 0     | 1                   | 0                   | —                          | —                          | 17    | 0     |
| Deportes Copiapó · Chile | Total club    | Total club    | 41    | 0     | 2                   | 0                   | 0                          | 0                          | 43    | 0     |
| Puerto Montt · Chile | 2.ª           | 2022          | 30    | 0     | 1                   | 0                   | —                          | —                          | 31    | 0     |
| Puerto Montt · Chile | 2.ª           | 2023          | 24    | 1     | 2                   | 0                   | —                          | —                          | 26    | 1     |
| Puerto Montt · Chile | Total club    | Total club    | 54    | 1     | 3                   | 0                   | 0                          | 0                          | 57    | 1     |
| Deportes Antofagasta · Chile | 2ª            | 2025          | 1     | 0     | 3                   | 0                   | —                          | —                          | 4     | 0     |
| Deportes Antofagasta · Chile | Total club    | Total club    | 1     | 0     | 3                   | 0                   | 0                          | 0                          | 4     | 0     |
| Total carrera | Total carrera | Total carrera | 155   | 3     | 31                  | 2                   | 7                          | 1                          | 193   | 6     |
| (1) Incluye datos de Copa Chile y Supercopa de Chile. (2) Incluye datos de Copa Sudamericana. (3) No incluye goles en partidos amistosos. |               |               |       |       |                     |                     |                            |                            |       |       |

## Palmarés

### Títulos nacionales
| Título             | Equipo                   | País  | Año    |
| ------------------ | ------------------------ | ----- | ------ |
| Primera División   | C.D Universidad Católica | Chile | 2016-C |
| Supercopa de Chile | C.D Universidad Católica | Chile | 2016   |
| Primera División   | C.D Universidad Católica | Chile | 2016-A |
| Copa Chile         | C.D Palestino            | Chile | 2018   |